# Yungipicus temminckii
Yungipicus temminckii (лат.) — вид птиц из семейства дятловых. Видовое название дано в честь Конрада Якоба Темминка. Эндемик Индонезии.
МСОП присвоил таксону охранный статус «Виды, вызывающие наименьшие опасения» (LC).

## Таксономия
Yungipicus temminckii формирует комплекс видов с Yungipicus maculatus и Yungipicus ramsayi .
Синонимы
В синонимику вида входят следующие биномены:
- Dendrocopos temminckii (Malherbe, 1849)
- Picoides temminckii (Malherbe, 1849)
- Picus temminckii Malherbe, 1849